# Wireless Transport Layer Security
Wireless Transport Layer Security (WTLS) ist ein Verschlüsselungsprotokoll für die Übertragung von Daten mittels mobiler Geräte. Es basiert auf dem TLS-Protokoll und wurde für den Einsatz auf mobilen Geräten bzw. in Funknetzwerken optimiert. Die vergleichsweise geringe Rechenleistung, die Menge des verfügbaren Speichers und die geringe Bandbreite sind dabei die größten Herausforderungen für den Einsatz von Verschlüsselungsprotokollen.
WTLS ist Bestandteil des WAP-Stacks und ist, wie es der Name sagt, auf dem Transport Layer angesiedelt. Es bietet:
- Datenintegrität
- Vertraulichkeit
- Authentifizierung

In Version 2.0 von WAP wurde WTLS durch das Internet-Protokoll https ersetzt.